# Mein Nachmittag
Mein Nachmittag war eine Infotainment-Sendung im NDR Fernsehen. Im wöchentlichen Wechsel moderierten Ilka Petersen, Yared Dibaba und Stephanie Müller-Spirra. Vertretungsweise kam auch Vanessa Kossen zum Einsatz. Die Sendung begann um 16:10 Uhr und dauerte 50 Minuten, die Ausstrahlung erfolgte von Montag bis Donnerstag. Am 16. Dezember 2021 wurde die Sendung nach 13 Jahren letztmals ausgestrahlt.

## Inhalt und Ausstrahlung
Der Inhalt umfasste verschiedene Themen, darunter Ratgeber für Medizin, Finanzen, Digitales, Alltagsrecht und Gartenbau. Der Gartenbau wurde seit 2020 überwiegend live von einer Gartenlaube im Stadtteil Hamburg-Lokstedt präsentiert. Die Laube wurde in einem desolaten Zustand übernommen und wird nach und nach renoviert. Hierbei nehmen auch die Lauben-Nachbarn eine beratende Rolle ein.
In der Regel begann die Sendung mit einem Thema des Tages, am Ende der Sendung wurden Kochrezepte vorgestellt. Am Montag wurde in Kooperation mit der Redaktion der Sendung Markt ein aktuelles Verbraucherthema von Jo Hiller präsentiert. Am Dienstag gab es eine Zusammenarbeit mit dem Gesundheitsmagazin Visite. Dort stellte die Redaktionsleiterin Friederike Krumme neue medizinische Erkenntnisse vor. Ab 2021 wurde um 16.30 Uhr in die NDR Landesfunkhäuser nach Mecklenburg-Vorpommern, Hamburg, Schleswig-Holstein und Landesfunkhaus Niedersachsen geschaltet.
Wöchentlich wurde am Donnerstag ein „Mensch der Woche“ aus dem Sendegebiet überrascht. Der Mensch der Woche half in der Regel altruistisch seinen Mitmenschen und wurde von den Zuschauern vorgeschlagen, die dann auch zu Protagonisten wurden.
Täglich wurden Studiogäste eingeladen. Ferner gab es Live-Schaltungen zu Außenreportern. Das Gewinnspiel wurde, genau wie die Doppelmoderation, 2019 abgeschafft. Aufgrund der Corona-Krise musste die Sendung „Mein Nachmittag“ von Mitte März bis Mitte Mai 2020 pausieren. Ab Anfang 2021 lief die Sendung nur noch vier Mal in der Woche (davor fünf Mal), außerdem begann die Sendung zehn Minuten früher als 2020 und wurde von zwei Ausgaben von der Nachrichtensendung NDR Info eingerahmt.

## Moderatoren
- Julia Vismann (2008)
- Kurt Lotz (2008)
- Jörg Boecker (2008–2009)
- Kirsten Ranf (2008–2009)
- Andrea Grießmann (2008)
- Kristina Lüdke (2008–2019)
- Arne Jessen (2008–2019)
- Kirsten Rademacher (2010–2016)
- Yared Dibaba (2010–2021)
- Jule Gölsdorf (2016–2018)
- Stephanie Müller-Spirra (2018–2021)
- Ilka Petersen (2020–2021)
- Vanessa Kossen (2020, 2020–2021: Mutterschutzvertretung für Petersen, 2021: Vertretung)
- Jo Hiller (2020–2021, Mutterschutzvertretung für Petersen)

## Außenreporter
- Florian Weber (2008–2009)
- Linda Zervakis (2008–2010)
- Sandra Eckardt (2008–2012)
- Uwe Bahn (2009–2017)
- Iris Woggan-Kaiser (2010–2011)
- Sven Tietzer (2011–2020)
- Anke Harnack (2011–2012)
- Anna Lisa Kraus (2012–2015)
- Christopher Braun (2013–2021)
- Christine Dohnau (2013–2015)
- Jo Hiller (2013–2020)
- Annika de Buhr (2015–2016)
- Vanessa Kossen (2018–2021)
- Christian Haacke (2019–2021)
- Lars Kaufmann (2019–2021)
- Marion Püning (2019–2020)
- Finn Sitzenstock (2019–2021)
- Sven Trösch (2019–2021)
- Elisabeth Hyra (2021)